# Sportfreunde Germania Datteln 2002
Maillots
Dernière mise à jour : 20 avril 2011.
Le Sportfreunde Germania Datteln 2002 est un club allemand de football localisé à Datteln, en Rhénanie du Nord/Westphalie.
Ce club est le successeur et l’héritier des traditions du SV Germania Datteln 1916 disparut pour cause de faillite en 2001

## Histoire (football)

### SV Germania Datteln 1916
La localité de Datteln connut un premier club de football appelé FC Teutonia Dattlen. Celui-ci arrêta ses activités lors du déclenchement de la Première Guerre mondiale.
Pendant le conflit, le 10 août 1916, des jeunes gens de la localité, âgés de 18 et 19 ans, recréèrent un club sous l’appellation de Sport-und Spielverein Germania Datteln 1916 ou SuS Germania Datteln 1916. Ce club fut le plus souvent appelé familièrement SV Germania Datteln. Le premier match fut joué et remporté (3-0) contre le SpVgg Erkenschwick.
Les activités restèrent confidentielles voir inexistantes car de nombreux jeunes hommes du répondre à "l’Appel de la Patrie" et s’en aller au combat.
En 1919, le SV Germania Datteln rejoignit la Westdeutscher Spielverband (WSV) et commença à disputer des rencontres officielles. Il fut versé dans la C-Klasse. Ce fut cette même année que le club fut enregistré officiellement.
Le SV Germania connut assez rapidement le succès car dès 1921 il monta en B-Klasse et l’année suivante en A-Klasse.
En 1925, le cercle créa une section de Boxe. Un de ses membres, H. Seeman fut champion d’Europe de Boxe amateur. Mais faute d’argent en suffisance pour fonctionner, la section disparut. Une section de Handball fut aussi ouverte. Toutefois, l’essentiel des activités du club concernaient le football.
En 1930, le Germania 1916 monta en 1. Bezriksklasse. Ensuite, jusqu’au terme de la Seconde Guerre mondiale, le club ne se mit plus guerre en évidence.
En 1945, le club fut dissous par les Alliés, comme tous les clubs et associations allemands (voir Directive n°23). Il fut rapidement reconstitué.
En 1952, le SV Germania Datteln 1916 termina 2e de sa série de Bezirksklasse. L’année suivante, il monta en Landesliga Westfalen, soit la plus haute division amateur de l’époque. Cette ligue était située au 3e niveau de la hiérarchie.
En 1955, les autorités communales de Datteln modernisèrent le site de "Ostring" où évoluait le club. L’année suivante, le 3e niveau fut ramenée à une seule série et rebaptisé Verbandsliga Westfalen. La ligue fut ensuite repartagée en groupes. Le SV Germania Datteln en conquit le titre en 1961. Il se classa troisième et dernier du tour final pour la montée en 2. Oberliga. Comme le vainqueur de ces barrages, le Siegburger SV 04 renonça à la promotion, le SV Germania 1916 aurait pu grimper au 2e étage de la pyramide du football allemand. Mais le club déclina l’offre. Finalement, ce fut le vice-champion de la Verbandsliga Westfalen, le Sportfreunde Siegen qui fut repêché et qui monta.
Par la suite, le SV Germania Datteln 1916 recula dans la hiérarchie et n’approcha plus les plus hautes séries régionales. Cela n’empêcha pas le club de fêter dignement son 80e anniversaire en 1996, avec un match de gala contre le géant voisin du BV 09 Borussia Dortmund entraîné à ce moment par Ottmar Hitzfeld. Les Borussen sont alors doubles champions d’Allemagne et allaient remporter la Ligue des champions l’année suivante.
En 2001, le club retrouva les joies d’un titre en étant champion en Bezirksliga et en décrochant la montée en Landesliga Westfalen. Ce qui à l’époque voulait dire retrouver le 6e niveau de la hiérarchie. Mais aux festivités du titre succédèrent rapidement les problèmes. Lourdement endetté (250 000 DM, soit 125 000 euros), le club ne put faire face à ces créances. La faillite était inévitable. Le club en fit aveu le samedi 3 novembre 2001. Le club disparut officiellement le 14 avril 2002.

### Sporfreunde Germania Datteln 2002
Après la faillite du SV Germania, les dirigeants se mirent au travail et le 15 mars 2002, le Sportfreunde Germania Datteln 2002 vit le jour. Son équipe "Premières" fut inscrite en Kreisliga C Westfalen.
En 2003, le Sportfreunde Germania se classa 2e du Groupe 4 et, après un test-match remporté (4-0) contre le l’Eintracht Datteln III, monta en Kreisliga B Westfalen. L’année suivante, le club accéda à la Kreisliga A Westfalen.
En 2010-2011, le Sportfreunde Germania Datteln 2002 évolue Kreisliga Westfalen (Groupe Ost), soit au 10e niveau de la hiérarchie de la DFB.

## Palmarès
- Champion de la Verbandsliga Westfalen: 1961.

## Sources et liens externes
- Website officiel du Spfr Germania Datteln 2002
- Archives des ligues allemandes depuis 1903
- Base de données du football allemand
- Actualités et archives du football allemand
- Site de la Fédération allemande de football